# Свечин, Дмитрий Иванович
Дмитрий Иванович Свечин (29 марта 1820 — 1853) — подполковник, участник Кавказской войны.
Происходил из дворян Московской губернии. Сын Ивана Петровича Свечина (1790—1852) от брака с Варварой Александровной Богдановой (1796—1847). Образование получил в 1-м Московском кадетском корпусе, из которого в 1839 году выпущен прапорщиком в 18-ю артиллерийскую бригаду.
Вскоре после производства в подпоручики Свечин поступил в Военную академию Генерального штаба, по выпуске из которой в 1843 году по 1-му разряду был переведён в Генеральный штаб, в 1845 году произведён в штабс-капитаны. После обычного для выпускников академии пребывания на съёмке местности в центральных губерниях, Свечин был командирован на Кавказ, где, состоя при войсках Самурского отряда, вскоре зарекомендовал себя с самой лучшей стороны.
Раненый в 1848 году в сражении с горцами под Гергебилем, он за боевое отличие был награждён орденом Св. Владимира 4-й степени с бантом. В 1849 году Свечин за отличие под Турчидагом был произведён в капитаны и 25 сентября того же года удостоен высокой награды — золотой шпаги с надписью «За храбрость». За отличие на реке Белой в верховьях Кубани Свечин в 1852 году был произведён в подполковники.
Служба Свечина была непродолжительна: в самом начале Восточной войны он состоял в отряде генерала Бебутова квартирмейстером 21-й пехотной дивизии и в ноябре 1853 года скончался от головного ушиба при падении с лошади во время рекогносцировки 30 октября, накануне Баяндурского сражения.
Н. П. Глиноецкий характеризовал Свечина как «способного и храброго офицера». По словам В. А. Полторацкого, он был «милым человеком, наружностью и усами олицетворял монгольский тип, и потому получил в Тифлисе прозвище «Китайца». 